# São José do Peixe
São José do Peixe est une municipalité brésilienne située dans l'État du Piauí.